# فيديريكو سانشيز
فيديريكو سانشيز (بالإسبانية: Nicolás Sánchez) (و. 1988  م) هو لاعب اتحاد الرغبي، من الأرجنتين، ولد في سان ميغيل دي توكومان، يلعب كرامي متوسط ‏.

## روابط خارجية
- فيديريكو سانشيز عل موقع إسبنسكروم (الإنجليزية)
- فيديريكو سانشيز على موقع ItsRugby.co.uk (الإنجليزية)